# Dragon Mountain
Dragon Mountain was een stalen achtbaan in het Canadese attractiepark Marineland of Canada. De achtbaan werd geopend in 1983 en was operationeel tot 2024. 
In 2024 opende Marineland slechts gedeeltelijk, alle attracties in het park bleven gesloten. Op 17 juni 2025 werd aangekondigd dat de attracties in het park zouden worden verkocht.